# Консенсус
Консе́нсус — загальна згода у спірних питаннях, до якої приходять учасники медіації, переговорів, з'їздів, конференцій, яка характеризується відсутністю серйозних заперечень по суттєвих питаннях у більшості зацікавлених сторін та досягається в результаті процедури, спрямованої на врахування думки всіх сторін та зближення розбіжних поглядів.
Як зазначено в п. 6 ч. 1 ст. 1 Закону України «Про стандартизацію»: «Консенсус не обов'язково є одностайним».
Консенсус — процес знаходження, пошуку, вироблення рішення, яке б задовольнило всіх учасників переговорів до останнього, без винятків, а також саме таке рішення.
Консенсус — відсутність у сторін, що домовляються, заперечень проти пропозицій, висунутих під час переговорів.
Консенсус (лат. consensus — згода, одностайність) збіг думок. Принцип консенсусу — одноголосне ухвалення рішень усіма учасниками наради, конференції тощо.

## Виноски
1. ↑  Про стандартизацію: Верховна Рада України; Закон від 05.06.2014 № 1315-VII. Архів оригіналу за 22.08.2014. Процитовано 12.07.2014.
2. ↑  1. http://www.lingvo.ua/uk/Search/uk-uk/Консенсус%5Bнедоступне+посилання+з+липня+2019%5D у Великому тлумачному словнику сучасної української мови.
3. ↑  2. http://rozum.org.ua/index.php?a=srch&d=18&id_srch=d81145b65147fc57fbee619db935448f&il=ru&p=1 [Архівовано 2 лютого 2014 у Wayback Machine.] у словнику іншомовних слів.